# Dějiny Estonska

Státní znak Estonské republiky

Dějiny Estonska se začínají odvíjet od konce poslední doby ledové, kdy se na jeho území kolem roku 8500 př. n. l. usadili první lidé. Před německou invazí ve 13. století zde původní obyvatelé praktikovali pohanské náboženství. Od křižáckých tažení do severní Evropy se Estonsko stalo místem, kde se po staletí evropské státy jako Dánsko, Německo, Rusko, Švédsko či Polsko střetávaly o vliv či kontrolu nad touto oblastí.
Po dobytí Estonska Dány a Němci roku 1227 se země původně dostala pod nadvládu Dánska, Livonského řádu a několika církevních panství kontrolovaných baltskými Němci a spadajících pod Svatou říši římskou. Mezi lety 1418–1562 bylo celé Estonsko součástí Livonské konfederace a po livonské válce se estonské území dostalo pod kontrolu Švédska, jež tuto oblast ovládalo až do roku 1721, kdy jej na základě vítězství ve velké severní válce získalo Ruské carství. Po dobu ruské nadvlády požívali baltští Němci určitou autonomii, protože jako jazyk úřednictva a školství se používala němčina.
V polovině 19. století započalo v Estonsku národní obrození a roku 1918 byl na konci první světové války vyhlášen samostatný estonský stát, jenž si svou suverenitu udržel vítězstvím v estonské osvobozenecké válce proti bolševickému Rusku a Spojenému baltskému vévodství. Tento konflikt ukončilo podepsání mírové smlouvy z Tartu, na jejímž základě tehdejší ruská komunistická vláda uznala estonskou nezávislost. Ta však vzala za své po obsazení Estonska sovětskými vojsky na počátku druhé světové války na základě paktu Ribbentrop–Molotov, jenž byl uzavřen mezi Sovětským svazem a nacistickým Německem o rozdělení vlivu v tehdejší východní Evropě. Během dalších let války obsadila zemi německá vojska, dokud jí roku 1944 Sovětský svaz po úspěšné ofenzívě nezískal nazpět. Estonsko znovu získalo nezávislost roku 1991 po zhroucení Sovětského svazu a od roku 2004 je členem Evropské unie.

## Pravěk

### Mezolit
Území Estonska bylo obydleno už kolem roku 10 000 před naším letopočtem. První pozůstatky po lidském osídlení jsou spojovány s tzv. kundskou kulturou. Vůbec nejstarší zbytky po osídlení byly nalezeny ve vesnici Pulli 14 kilometrů od města Pärnu a pochází z 9. tisíciletí př. n. l.

### Neolit
V pobřežních a ostrovních oblastech Estonska byly nalezeny pozůstatky - zejména keramické nádoby - po narvské kultuře pocházející z počátku neolitu, tedy z pátého tisíciletí před Kristem.Kolem počátku 4. tisíciletí před Kristem do Estonska dorazil národ označovaný jako kultura hřebenové keramiky. Mezi nalezené pozůstatky po této kultuře patří figurky zvířat i lidí vyrobené z jantaru a kosti umístěné v hrobech.

## Středověk

### Livonská křížová výprava
Livonská křížová výprava byla vojenská operace, jejímž cílem bylo dobytí a kolonizace Livonska Němci a Dány, během severních křížových výprav, neboť země na východním pobřeží Baltského moře byly posledními částmi Evropy, jež bylo ještě nutno christianizovat. Skončila v roce 1207 vítězstvím armády křesťanů sestavené na popud papeže Celestýna III.

### Estonsko jako součást Dánska

Pobaltí kolem roku 1260

Sever Estonska byl dobyt Dánskými křižáky v čele s králem Valdemarem II. Vítězným, kteří dorazili v roce 1219 do oblasti, kde v současné době leží město Tallinn. Dánská armáda porazila Estonce v Bitvě u Lyndanisse.
V roce 1343 začala vzpoura Estonců z oblasti Harjumaa, což mělo za následek obsazení oblasti Livonským řádem. V roce 1346 byla dánská nadvláda nad oblastmi Harjumaa a Virumaa prodána Livonskému řádu za 10 000 marek.

### Terra Mariana
Terra Mariana (též Staré Livonsko) byla oblast na území zejména dnešního Estonska a Lotyšska, které bylo vymezeno v roce 1207 po dobytí Dány a začleněno nejprve mezi území Svaté říše Římské, později (kolem roku 1215) bylo území prohlášeno protektorátem Svaté stolice, v r. 1228 bylo rozděleno do šesti nezávisle spravovaných území.

## Novověk

### Livonská válka
Mezi lety 1558 a 1583 byla vedena série válečných konfliktů mezi různými státy o území Livonsko nazývaná Livonská válka.
Válku zahájil vládce Moskevského knížectví Ivan IV. Hrozný, který v roce 1557 proniknul se svojí armádou na livonské území, o které měl zájem, protože rozmachující se knížectví nemělo žádné přístavní město, které by mohlo využívat ke kontaktu se západním světem. V roce 1559, po dobytí více než dvaceti měst, přestal Ivan IV. v dobývání, protože v současné době vedl boje s Tatary na jihu svého území. Příměří netrvalo dlouho, a v roce 1560 provedli litevští rytíři neúspěšný pokus o získání ztracených území zpět. Poté následovaly další boje mezi Moskevským knížectvím a Litevskem s jeho spojenci, až se v roce 1581 odehrálo jednání mezi polským králem a Ivanem IV., které skončilo dohodou, podle které se Ivan vzdal celého Livonského území výměnou za původně jeho města dříve dobytá polskou armádou.

### Livonské vévodství
V letech 1582 až 1583 byla jižní část Estonska (Livonsko) součástí tzv. Republiky obou národů, unie polského království a litevského veleknížectví.

### Švédské Estonsko (Estonské vévodství)
Území na severu dnešního Estonska se v roce 1561 připojilo ke Švédskému království, aby bylo chráněno proti Rusku a Polsku, protože Livonský řád v průběhu let značně zeslábnul a ztratil svůj vliv. Livonsko (jež představuje jižní část dnešního Estonska a severní část Lotyšska, tzv. Vidzeme) bylo Švédy získáno na úkor Polsko-litevského státu roku 1629, v polsko-švédské válce. Poláci to formálně akceptovali roku 1660 smlouvou z Olivy. V roce 1645 Švédsko dobylo také ostrov Ösel (Saaremaa), do té doby kontrolovaný Dány, a ovládlo tak celé území dnešního Estonska.
Toto období bývalo Estonci nazýváno „zlatými švédskými časy“ (vana hea Rootsi aeg). Toto úsloví vzniklo zvláště v rolnických kruzích (tedy mezi estonsky mluvícím obyvatelstvem), neboť zejména během pozdější fáze švédské vlády v Estonsku švédské úřady provedly řadu reforem, jejichž cílem bylo snížit vliv místní německy mluvící aristokracie ve prospěch estonsky mluvícího rolnictva. Rusové, kteří Estonsko ovládli roku 1710, volili opačnou strategii a dali německé šlechtě mnohem větší pravomoci. Z toho vznikla "švédská nostalgie". Švédové rovněž upevnili luteránství v oblasti a založili kvalitní školství, roku 1632 švédský král Gustav II. Adolf například založil Tartuskou univerzitu.

### Estonsko jako součást Ruska
Poté, co Rusové roku 1710 porazili Švédsko v severní válce, ovládli i Estonské vévodství a Livonsko. Začlenění těchto území do Ruské říše bylo potvrzeno roku 1721 Nystadskou smlouvou. Nicméně právní systém, církevní správa, městská správa i školství, to vše zůstalo německé. Němci vlastnili většinu půdy a nevolníků, ovládali všechna města a docela dobře vycházeli s ruskými carskými úřady. Velké zásluhy si Němci připsali na rozvoji univerzity v Tartu, z níž se stala jedna z nejproslulejších škol ve východní Evropě. Zajímavým způsobem zasáhli do dění v Estonsku v této éře Moravští bratři. Jejich misie přeložila bibli do estonštiny, ale Baltským Němcům se to nelíbilo a stěžovali si na Moravany - své protestantské souvěrce - u carské vlády. Ta pak zakázala Moravským bratřím v Estonsku působit. Ukazovalo to obavu německé elity ze ztráty výsadního postavení v oblasti i ochotu ruské centrální vlády jim toto postavení ponechat. Tato německá politika ovšem vedla k nenápadnému protestu - Estonci začali poměrně masově přecházet k pravoslaví. Carská reakce byla opět pozoruhodná - car přestupy zakázal, chápal je jako útoky na státní správu a zavedený řád. Výsledkem byla silná sekularizace rodící se estonské inteligence. Estonská společnost dodnes patří k nejateističtějším v Evropě. Příčiny tkví (patrně podobně jako v Česku) právě v národnostní politice 18. a 19. století.

### Národní obrození
První známky národního uvědomění Estonců můžeme pozorovat v 18. století, kdy vzdělanější Estonci začínají místo staršího označení estonsky mluvícího lidu jako maarahvas („venkovský lid“), užívat pojmu eestlane („Estonec“). Estonci vsadili na vzdělanost - koncem 18. století již uměla více než polovina estonského venkovského obyvatelstva číst. Ve 20. letech 19. století se objevili první univerzitně vzdělaní Estonci, kteří se veřejně hlásili ke své mateřštině a původu – Friedrich Robert Faehlmann (1798–1850), Kristjan Jaak Peterson (1801–1822) a Friedrich Reinhold Kreutzwald (1803–1882). Skutečné Estonské národní obrození se začalo rozvíjet od poloviny 19. století. Vyhraňovalo se dvěma směry – jednak vůči němectví a němčině, neboť Baltští Němci představovali kulturní elitu oblasti, a jednak vůči Rusku, pod nějž území spadalo. Paradoxně to byl Baltský Němec Garlieb Merkel (1769–1850), kterého můžeme označit za prvního estonského obrozence – jako první psal o Estoncích jako o národě rovnocenném jiným národům. Roku 1857 začal Johann Voldemar Jannsen (1819–1890) vydávat první estonské noviny, týdeník Perno Postimees. V roce 1853 představil Friedrich Reinhold Kreutzwald (1803–1882) odborné veřejnosti estonský epos Kalevipoeg, roku 1862 vyšel i pro širokou veřejnost. Roku 1869 se konala první estonská všeobecná pěvecká slavnost.
Podle sčítání lidu v roce 1897 už umělo číst a psát 96,1 % Estonců starších 10 let (po Finech druhý nejlepší výsledek mezi národnostními skupinami v Ruské říši). Dvě třetiny Estonců již žili ve městech (průlomem, který spustil proces přesidlování, bylo zrušení nevolnictví roku 1861, nový pasový zákon z roku 1863 a zrušení roboty roku 1868). Mezi prvními, kdo začal mluvit o politické nezávislosti lotyšského národa, byli Carl Robert Jakobson (1841–1882) a Jakob Hurt (1839–1907). V 60.-80. letech se obrození vyhraňovalo zejména vůči němectví a německé kulturní hegemonii, avšak od 80. let začali obrozenci kritizovat silně i vlnu rusifikace, k níž se carská vláda odhodlala. Přibývalo však i jasných politických požadavků - v roce 1881 se sedmnáct estonských spolků připojilo k memorandu podnícenému Carlem Robertem Jakobsonem, které vyzvalo cara Alexandra III. k administrativnímu sjednocení území obývaných převážně Estonci a k vytvoření zemstva, tedy samosprávného sněmu, v němž by byli rovným dílem zastoupeni baltští Němci i Estonci. Memorandum však zůstalo oslyšeno. Po ruské revoluci z roku 1905 estonská politika vsadila na požadavek autonomie. Tu přinesla až Únorová revoluce roku 1917. Estonci však již ruské moci nevěřili. Když krátce po vyhlášení autonomní estonské gubernie ruskou armádu z Estonska vytlačili Němci (v rámci bojů první světové války), Estonci vyhlásili samostatný stát (24. února 1918).

### Estonská válka za nezávislost

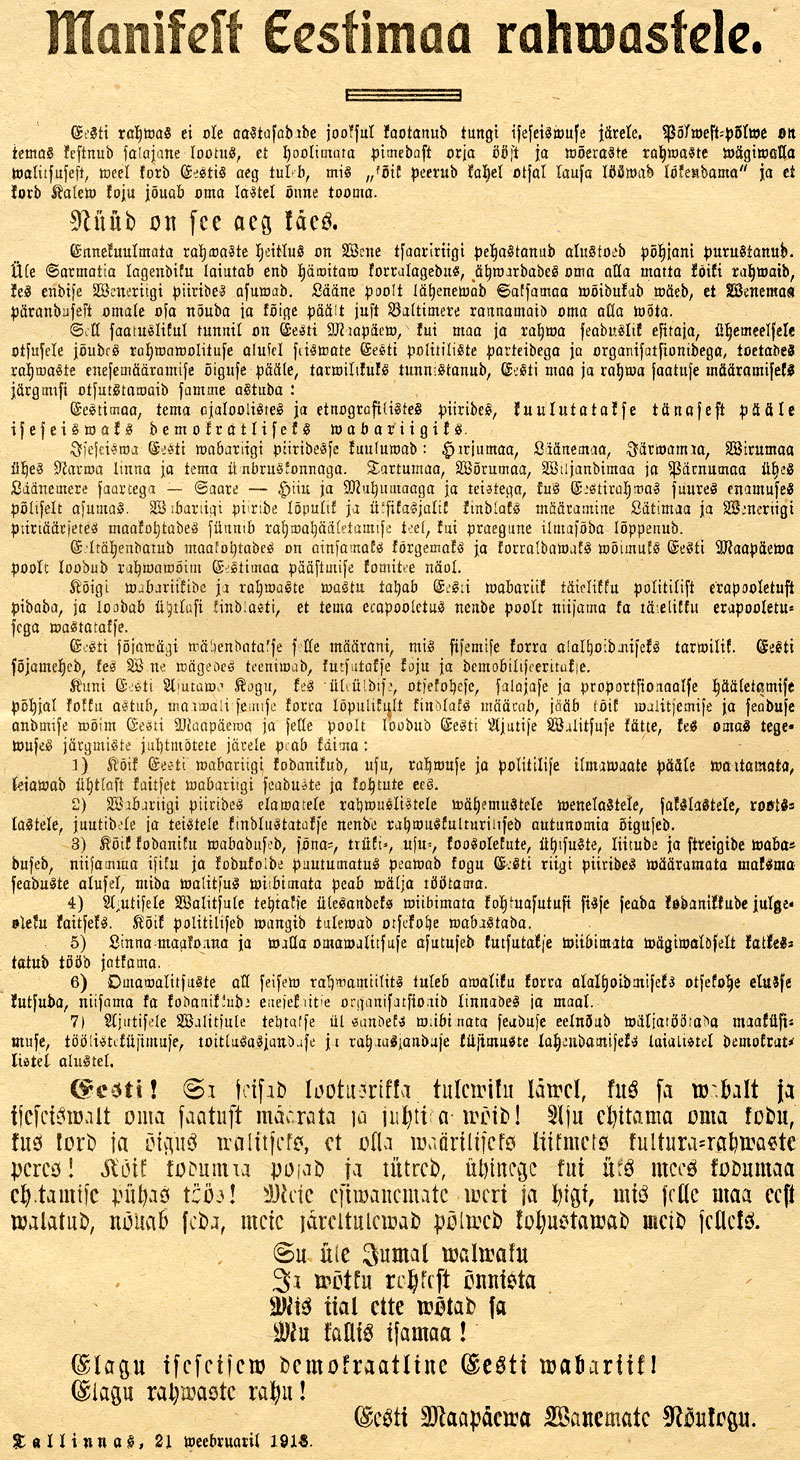
Deklarace estonské nezávislosti z roku 1918

Po Říjnové revoluci a zhroucení dosavadní ruské moci ruská bolševická vláda rozhodla 26. listopadu 1917 o rozpuštění estonského zemského sněmu, hlavního symbolu nové autonomie. Protože nepřestal zasedat, rozehnala ho nakonec násilím. Na počátku roku 1918 nechala sice uspořádat nové volby, avšak poté, co v nich zvítězili zastánci estonské samostatnosti, výsledky bolševici anulovaly. 18. února 1918 zahájilo Německo novou ofenzívu proti Rusku. Vzápětí vznikl tříčlenný Záchranný výbor, který začal připravovat vyhlášení samostatnosti. Jakmile byla 24. února ruská vojska postupující německou armádou vytlačena z Tallinnu, vydal Záchranný výbor deklaraci o vzniku nezávislé Estonské republiky a ustavil prozatímní vládu, do jejíhož čela se postavil Konstantin Päts. Druhý den do Tallinnu vstoupila německá vojska. Němcům se myšlenka samostatného Estonska ovšem vůbec nelíbila. Päts byl zatčen a nezávislost zrušena. V březnu uzavřeli ruští bolševici s Němci brestlitevskou mírovou smlouvu. V ní se Rusové zřekli Pobaltí ve prospěch Německa. Estonská prozatímní vláda sice byla během května 1918 uznána Británií, Francií a Itálií, ale císařské Německo mělo jiné plány.
Vlastní plány měla i místní baltoněmecká komunita. 12. dubna vyhlásila Baltský stát a následně jeho personální unii s Pruským královstvím. Německo zpočátku nevědělo, jak na tento krok reagovat, ale 12. září nakonec Baltský stát uznalo. Ovšem jako jediná z velmocí. Baltští Němci pak v obavách, že vysílené Německo nebude schopné garantovat existenci malého státu, se spojili s dalšími podobnými útvary v Pobaltí a vyhlásili Spojené baltské vévodství s hlavním městem Rigou. To však již byl velmi krátkodechý projekt, neboť 11. listopadu Německo kapitulovalo a císařství se zhroutilo. V Pobaltí vzniklo mocenské vakuum. Němečtí vojáci se z Pobaltí začali stahovat, Päts byl propuštěn z vězení a postavil se znovu do čela prozatímní vlády i do čela ministerstva války. Sovětské Rusko, ačkoli se Pobaltí předtím zřeklo, vycítilo příležitost a 13. listopadu zahájilo ofenzivu do Pobaltí, s cílem ho připojit k sovětskému státu.
28. listopadu 1918 vstoupila Rudá armáda na estonské území a zaútočila na Narvu, která hned druhý den padla. Situace estonské armády, řízené Pätsem, byla kritická. V první fázi stálo proti 12 000 rudoarmějců jen 2000 špatně vyzbrojených Estonců. Rusové proto rychle zabrali východní a jihovýchodní Estonsko. Počátkem ledna 1919 stáli pouhých 34 kilometrů od Tallinnu. To byl již vojenským velením estonské armády pověřen generál Johan Laidoner a tato armáda, po vyhlášené mobilizaci, měla 14 000 mužů. Byla také dovyzbrojena Brity, přičemž pobřeží Estonska chránily před Rusy britské křižníky. Brzy byla rovněž posílena o dobrovolníky ze zahraničí (především z Finska, kterých bylo 3500) a o 3000 ruských bělogvardějců. Bodem obratu se stala bitva u Kehry 4. ledna 1919, kde Estonci Rusy zastavili a vzápětí přešli do protiofenzivy, která měla mimořádný úspěch. Do konce února byli Rusové z estonského území vytlačeni. 6000 rudoarmějců padlo do estonského zajetí. Jakmile Estonci konečně kontrolovali celé své území, mohli řádně mobilizovat a jejich armáda měla náhle 74 000 mužů. Bolševici převeleli 80 000 vojáků k estonským hranicím k novému úderu. Útok začal v březnu, ale do května se Rusům nepodařilo estonskou obranu prolomit. Marné dobývání Estonska přitom Rusy oslabilo v Lotyšsku a Litvě. Litevci obsadili Vilnius, lotyšskou Rigu zase získala baltoněmecká Zeměbrana. Estonsko tak celou válku o Pobaltí de facto rozhodlo.

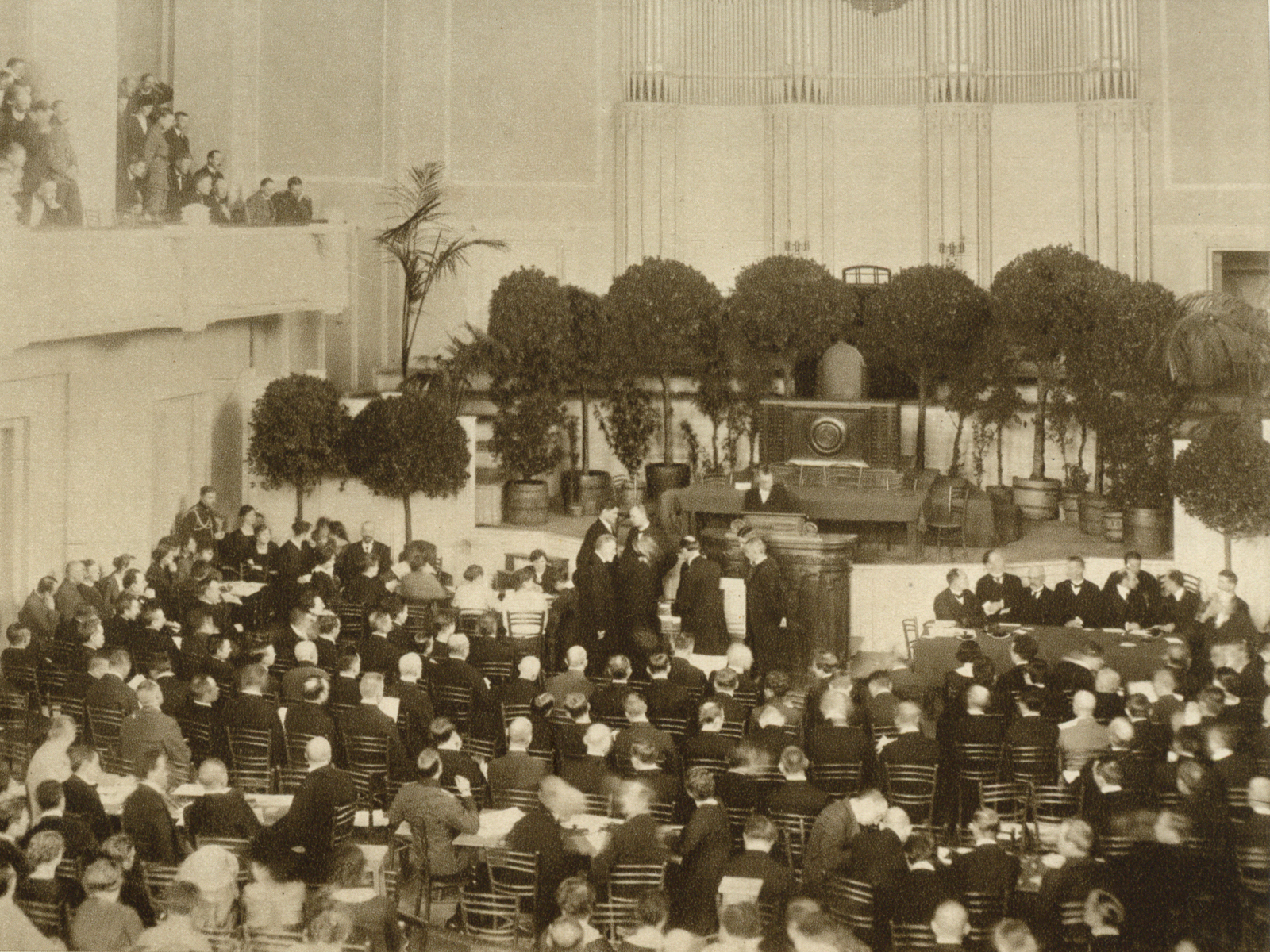
Zasedání Estonského ústavodárného shromáždění, 23. duben 1919

12. května estonská armáda zahájila další protiofenzivu, během níž obsadila ruský Pskov. V červnu navíc bělogvardějci podléhající Estoncům, vedení Nikolajem Judeničem, zaútočili na Petrohrad. Obraně Petrohradu pak osobně velel Lev Trockij.
Estonci se ocitli v tak výsadním postavení, že je Lotyši, přesněji vláda Kārlise Ulmanise, požádali o pomoc proti německé Zeměbraně, tvořené baltskými Němci a zbytky císařských jednotek. Estonci vyslyšeli této výzvy a spolu s lotyšskými jednotkami v červnu 1919 rozdrtili Zeměbranu v bitvě u Cēsis. V červenci již bylo Lotyšsko osvobozeno.
V říjnu 1919 však Trockij porazil Judeničovy jednotky u Petrohradu a zahnal je na estonské území. Estonská vláda je z obavy před neloajalitou vůči Estonsku nechala raději odzbrojit a internovat. Následovaly nejkrušnější chvíle osvobozenecké války a nejkrvavější boje, zvláště u Narvy. Narvu však Estonci uhájili a v prosinci 1919 tak v Tartu začaly mírové rozhovory. Když 30. prosince selhal sovětský pokus o poslední průlom, podepsali Rusové 3. ledna 1920 příměří. V únoru pak byla uzavřena mírová smlouva. Rusko v ní uznalo nezávislost Estonska a zavázalo se dokonce k placení válečných reparací.

### Meziválečná republika
První ústava, přijatá v roce 1920, určila parlamentní formu vlády. Parlament (Riigikogu) se skládal ze 100 členů zvolených na tříleté funkční období. Vlády byly ovšem dosti nestabilní, mezi roky 1920–1934 mělo Estonsko 21 vládních kabinetů.

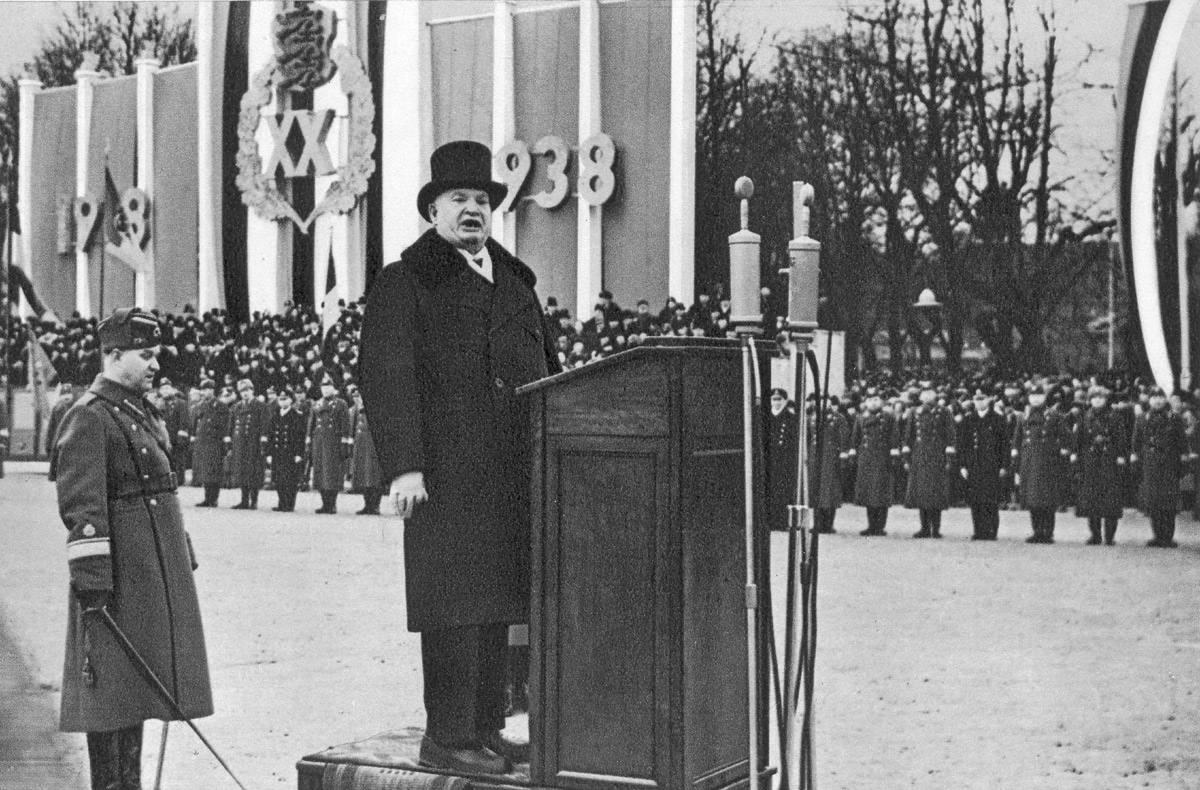
Konstantin Päts, klíčová postava meziválečné éry

Podobně jako v českých a jiných pobaltských zemích sehrávali v estonském meziválečném politickém systému klíčovou roli agrárníci (Põllumeeste Kogud, později Asunikkude ning väikemaapidajate Koondis), vedení Konstantinem Pätsem, který po válce hned pětkrát zastával funkci riigivana (kombinace prezidenta a premiéra).
Nejdůležitějším politickým krokem byla pozemková reforma z roku 1919. Velké statky patřící německy mluvící šlechtě byly již za války přerozděleny mezi drobné rolníky a zejména mezi dobrovolníky, pro něž to byla dobrá motivace k vojenské aktivitě. Reforma musela tento stav právně posvětit. Jinak politický systém byl nastaven jako poměrně liberální, s mezinárodně značně oceňovanou zárukou kulturní autonomie pro národnostní menšiny čítající alespoň 3000 osob. Týkalo se to i Židů, kteří tvořili komunitu o 3045 členech a těsně tak překročili určený limit (Židé přišli do Estonska v roce 1865, kdy jim ruský car Alexandr II. udělil právo se tam stěhovat). Vztahy židovské menšiny s meziválečným státem pak byli mimořádně dobré.
Ve 30. letech ovšem začal v Estonsku růst vliv fašistického hnutí Vaps (Eesti Vabadussõjalaste Keskliit), značně proněmeckého. V říjnu 1933 si fašisté vynutili referendum o ústavní reformě. Žádali přechod od parlamentní k prezidentské republice. Estonci s tím vyjádřili masivní souhlas - 72,7 procenta voličů hlasovalo pro reformu. V dubnu 1934 se měli konat první volby nově posíleného prezidenta. Čekalo se vítězství fašistů. Aby tomu zabránil, uspořádal Päts 12. března 1934 státní převrat (s podporou armády i parlamentu). Nechal zatknout vůdce Vaps a přisoudil si diktátorské pravomoci. Roku 1935 založil Vlasteneckou ligu (Isamaaliit), která byla jedinou povolenou stranou v zemi. V roce 1936 bylo 143 fašistů odsouzeno ve velkém soudním procesu. Roku 1937 se Päts nechal zvolit tzv. prezidentem-regentem a roku 1938, po přijetí nové ústavy, prezidentem. Byl oslavován jako osvoboditel a zachránce národa. Jeho autoritářský režim (zvaný někdy „čas ticha“) trval až do okupace Estonska Sovětským svazem v červnu 1940.
Estonsko uplatňovalo politiku neutrality, ale to dva mocné sousedy příliš nezajímalo. Sovětský svaz a nacistické Německo podepsaly 23. srpna 1939 Pakt Ribbentrop–Molotov. V dohodě se obě mocnosti dohodly na rozdělení zemí, které se mezi nimi nacházejí (Polsko, Litva, Lotyšsko, Estonsko a Finsko), přičemž Estonsko spadlo do sovětské „sféry vlivu“. Rusové od té doby hledali záminku k vydírání. Stal se jí incident s ponorkou Orzel. Po německé invazi do Polska našla tato polská ponorka útočiště v Tallinnu. Když na Polsko zaútočil 17. září i Sovětský svaz, Estonci umožnili polské ponorce uniknout. Sovětský svaz pak obvinil Estonsko z porušení neutrality. 24. září 1939 vyhlásil ultimátum, že mu estonská vláda musí poskytnout vojenské základny na svém území. Päts vyhověl, ale to Rusům stejně nestačilo. V červnu 1940 provedli invazi. Päts vyzval lid, aby se nebránil. Musel pak podepsat množství prosovětských a protiústavních dekretů a pak byl Sověty zatčen.

### Druhá světová válka

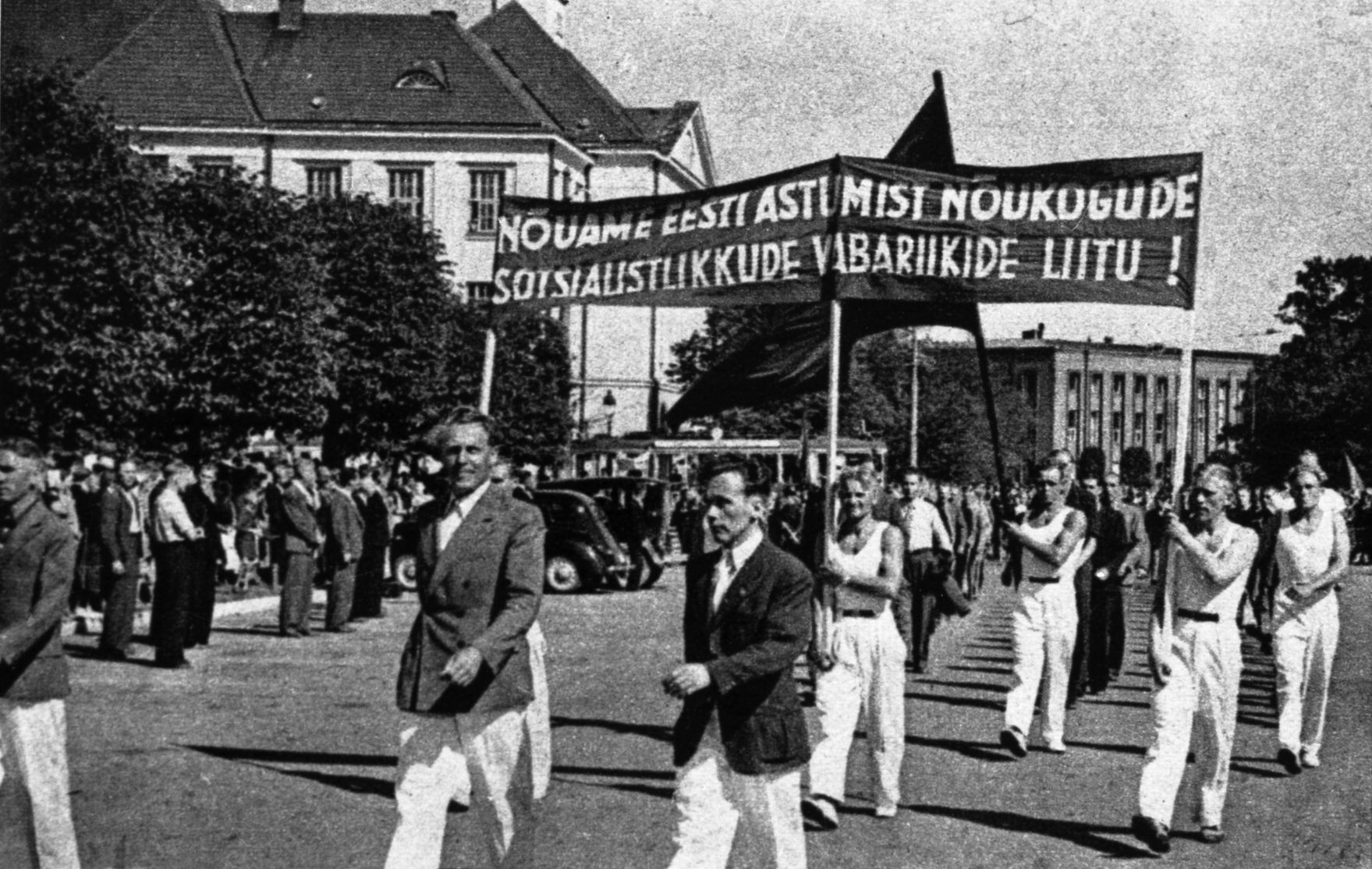
Demonstrace za připojení Estonska k Sovětskému svazu, 17. července 1940

Dne 18. června vstoupilo na estonské území 90 000 ruských okupantů. Poté Sověti zincenovali volby, jichž se mohli zúčastnit jen jimi prověření prokomunističtí kandidáti. Takto zvolený parlament prohlásil Estonsko za socialistickou republiku a jednomyslně požádal, aby bylo Estonsko přijato do Sovětského svazu. Estonsko bylo formálně připojeno 6. srpna a přejmenováno na Estonskou sovětskou socialistickou republiku. Sověti po převzetí moci okamžitě zahájili teror. Během prvního roku sovětské okupace (1940–1941) bylo zatčeno více než 8 000 lidí, včetně většiny předních politiků a vojenských důstojníků. Asi 2200 zatčených bylo ihned popraveno, ostatní byli přesunuti do koncentračních táborů v Rusku, odkud se jen velmi málo z nich později vrátilo. 14. června 1941 bylo asi 10 000 dalších estonských civilistů deportováno na Sibiř a do dalších odlehlých oblastí Sovětského svazu, kde téměř polovina z nich později zahynula. Po německém vpádu do Sovětského svazu bylo z Estonska, pod záminkou mobilizace, deportováno dalších 32 100 estonských mužů. Téměř 40 procent z nich však zemřelo během příštího roku v takzvaných pracovních praporech - hladem, přepracováním, nebo zmrzli. Okupace znamenala také konec Baltských Němců. Podle ujednání v paktu Molotov–Ribbentrop byli deportováni do Německa.

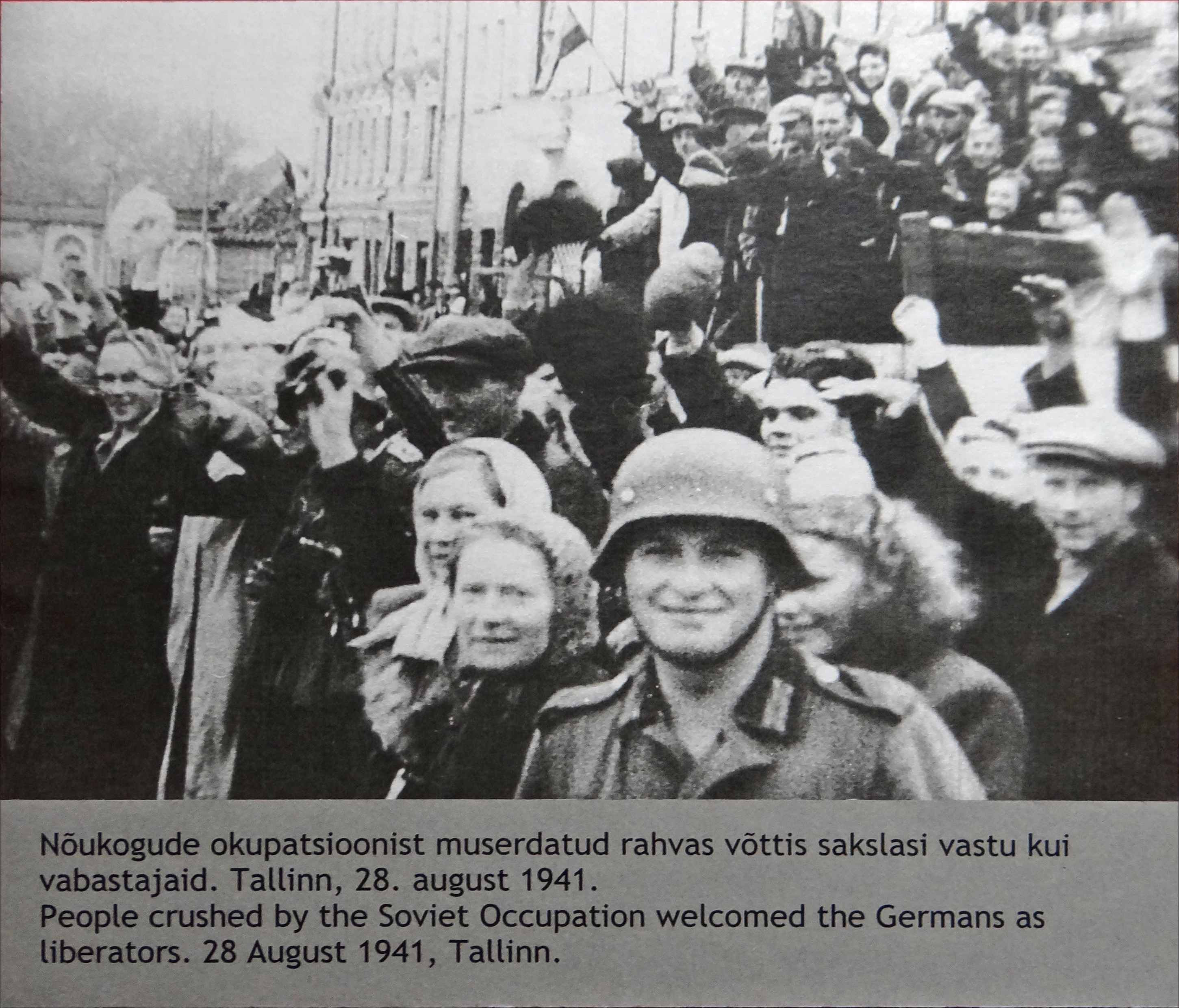
Obyvatelé Talinnu vítají německou armádu, 28. srpna 1941

V červenci 1941 vytlačil z Estonska Rusy Wehrmacht. Obyvatelstvem byl přivítán se sympatiemi a nadějemi na obnovu nezávislosti. To se však brzy ukázalo jako iluze. Němci zavedli rovněž okupační režim (území nazývali Ostland). Nábor do německé armády se tak k překvapení Němců nesetkal s dobrým ohlasem. Typickým aktem odporu byl útěk mladých mužů do Finska, aby tak mohli sice bojovat proti Rusům, ale nikoli v německé uniformě. Němci se po příchodu jako všude jinde na okupovaných územích zaměřili na likvidaci Židů. Samotná estonská židovská komunita byla poměrně malá, navíc značná její část byla deportována na Sibiř v rámci předchozích sovětských represí. Nicméně nacisté vytvořili na území Estonska tábory (Lagedi, Vaivara, Klooga), kam převezli Židy z východní Evropy. V nich zabili asi 10 000 Židů. Na zločinech se podíleli i někteří estonští nacisté, sedm Estonců bylo po válce odsouzeno za zločin genocidy.
V lednu 1944 Sověti zatlačili Němce až k bývalé estonské hranici. Narva byl evakuována. Jüri Uluots, poslední legitimní předseda vlády Estonské republiky, vyzval z exilu, aby se všichni estonští muži narození mezi lety 1904 až 1923 chopili zbraní a bránili Estonsko před ruskou armádou. Výzva měla mimořádný ohlas. 38 000 estonských dobrovolníků narukovalo, dalších několik tisíc Estonců se vrátilo z Finska. Vytvořili společně Teritoriální obranné síly. Jüri Uluots sestavil vládu, ujal se role prezidenta a začal vyjednávat se západními spojenci o možném uznání. Jeho situace byla ovšem prekérní, západ Sověty potřeboval a ctil spojenectví, které s nimi uzavřel. 22. září 1944 sovětské jednotky obsadily Tallinn. Nová estonská vláda uprchla do švédského Stockholmu. (Působila formálně jako exilová vláda až do roku 1992). Estonsko bylo znovu připojeno k SSSR a západ to akceptoval.

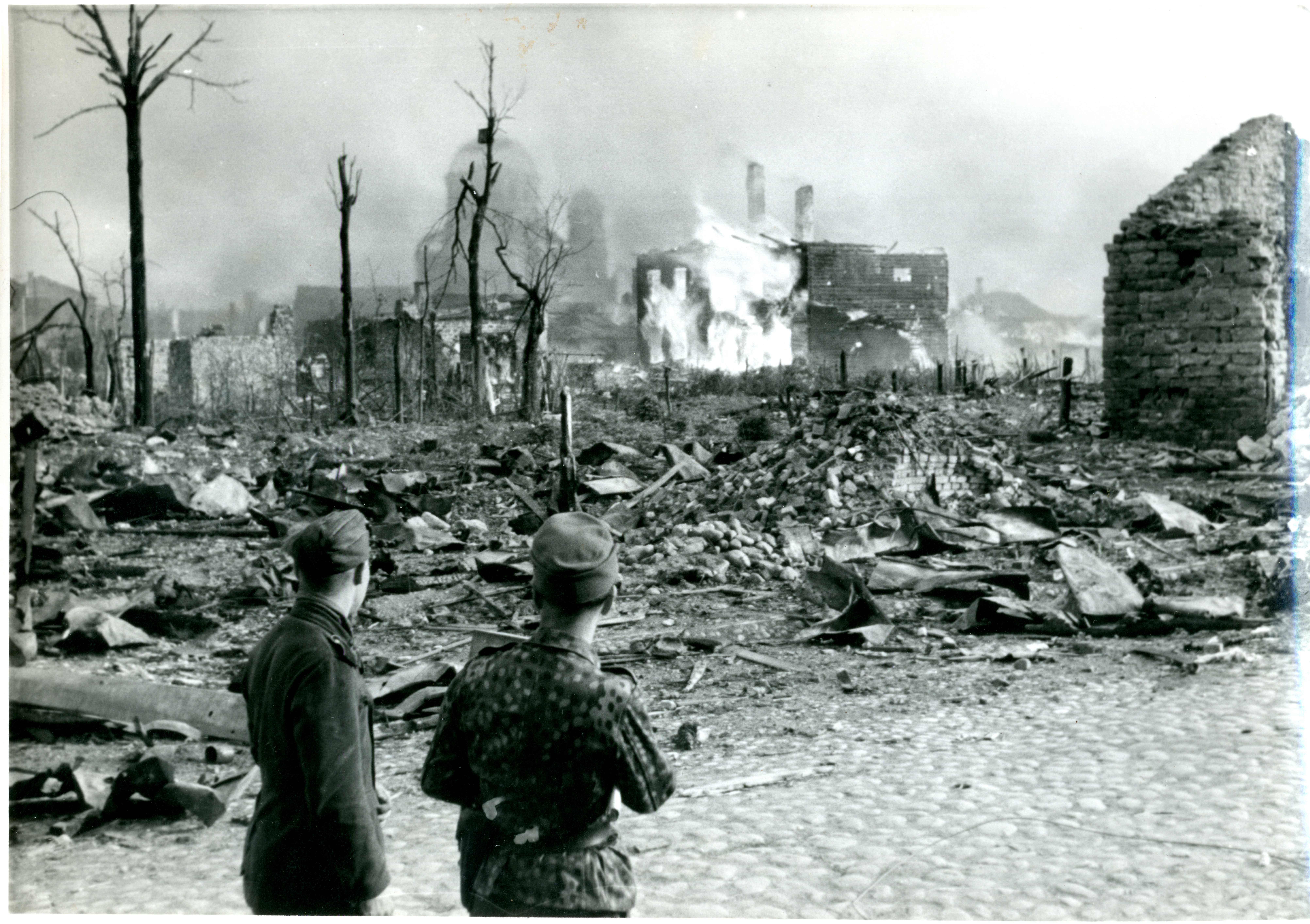
Trosky domů ve městě Narva, 1944

Druhá světová válka znamenala pro malý estonský národ katastrofu. Zničeno bylo 45 % průmyslu a 40 % železničních tratí. Estonská populace se snížila o pětinu. 80 000 Estonců uprchlo na Západ (hlavní vlny emigrace mířily do Švédska a Kanady, kde vznikla významná centra mimosovětské estonské kultury.), 30 000 jich padlo v bojích. V roce 1944 ruské nálety zničily Narvu a jednu třetinu Tallinnu. Na scéně mezinárodní politiky se navíc za estonskou nezávislost nikdo reálně nepostavil, váha Sovětského svazu vítězstvím ve druhé světové válce mimořádně vzrostla.

### Sovětská nadvláda
V roce 1944 byla obnovena Estonská sovětská socialistická republika a Estonsko se znovu dostalo pod ruskou nadvládu. V březnu 1949 rozpoutali Sověti represe. Na Sibiř bylo deportováno 20 722 lidí (2,5% populace). Sovětský režim se rozhodl nejen zakročit proti národně orientovaným silám, ale etnickou homogenitu země zcela rozbít. Zatímco v roce 1941 tvořili etničtí Estonci 90 procent populace, po obrovských přesunech obyvatelstva se tento podíl v roce 1952 snížil na pouhých 48%. Ruku v ruce šla politika rusifikace. Na venkově existovalo protikomunistické partyzánské hnutí známé jako Lesní bratři. Zapojilo se do něj asi 30 000 Estonců, ale v 50. letech bylo rozdrceno.
Po Stalinově smrti se alespoň zastavil hrozivý pokles podílu Estonců ve společnosti a v polovině 60. let se ustálil na 50 procentech. Za Brežněvovy éry rusifikační tlak znovu zesílil, zejména ve školství, ruština byla zavedena dokonce i do předškolní výchovy. Zvláštním rysem estonské společnosti za socialismu nicméně bylo, že zde bylo povoleno vysílání finské televize. Toto "okno na západ" poskytlo Estoncům větší přístup k západní kultuře než kterékoli jiné skupině obyvatel v Sovětském svazu. To také vedlo k silné aktivitě estonské společnosti během uvolnění sovětského režimu za perestrojky, tedy v éře reforem vyhlášených sovětským vůdcem Michailem Gorbačovem v druhé polovině 80. let. První vlna kritiky zazněla z úst vědců a týkala se ochrany přírody a životního prostředí Někdy se v této souvislosti mluví o tzv. fosforitové válce. V letech 1987–1988 navíc proběhla série protestních akcí mládeže, zejména na hudebních festivalech, která je někdy nazývána Zpívající revoluce (jev se týkal celého Pobaltí). V dubnu 1988 vznikla Estonská lidová fronta (Rahvarinne). Záhy vznikli estonští zelení a Strana estonské národní nezávislosti, již otevřeně plédující za obnovu samostatného státu.

### Obnovení nezávislosti

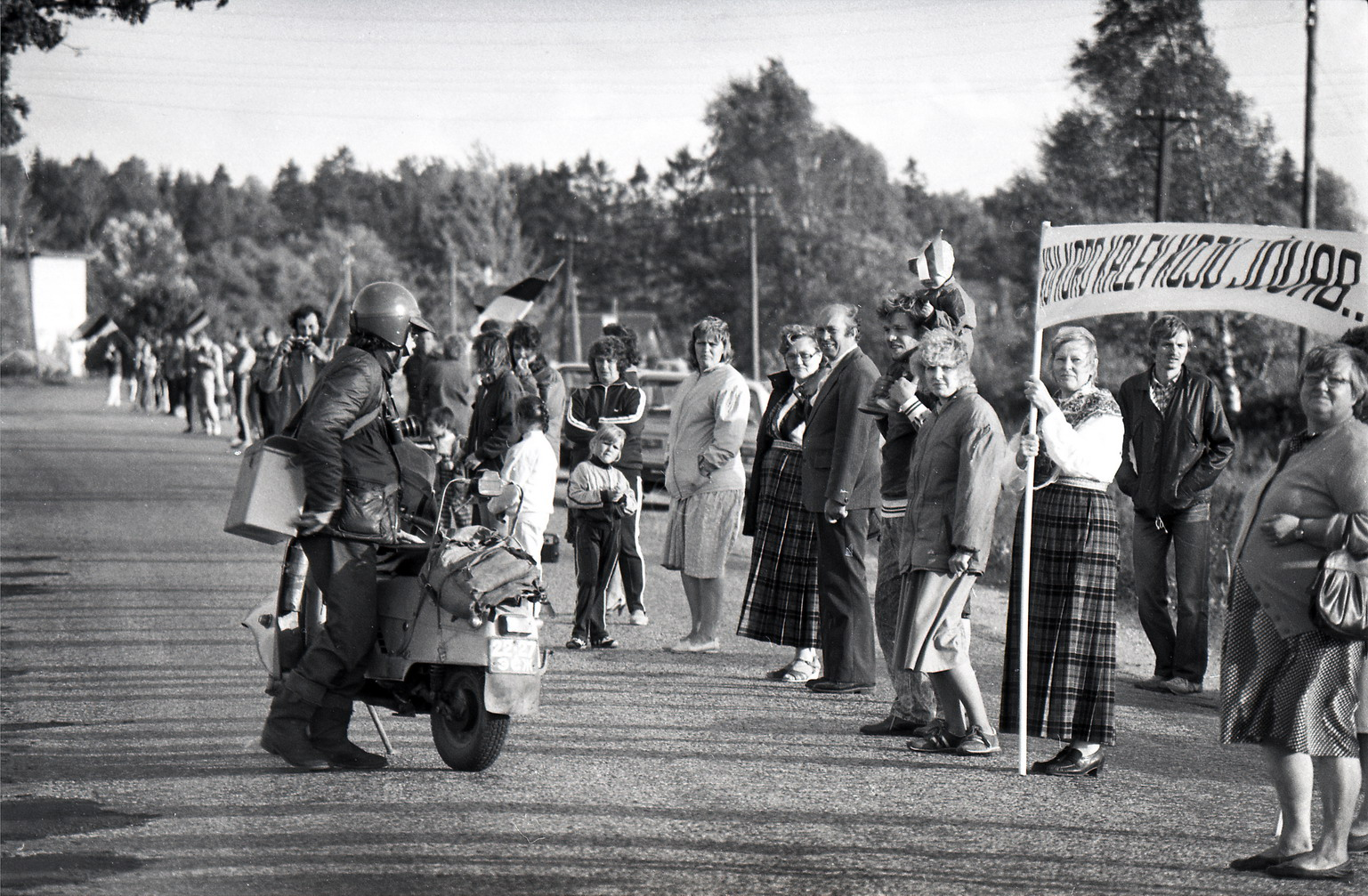
Baltský řetěz v Estonsku

16. listopadu 1988 přijal nejvyšší sovět Estonské SSR deklaraci o zákonodárné suverenitě ESSR, podle níž na území ESSR platí zákony SSSR jen v případě, jsou-li potvrzeny zákonodárným sborem ESSR. Tato deklarace byla 26. listopadu nejvyšším sovětem SSSR prohlášena za neplatnou. Reakce ústřední vlády se omezila na verbální úroveň, takže následně po estonském příkladu vyhlásila 18. května 1989 svou zákonodárnou suverenitu Litevská SSR a 28. července Lotyšská SSR. Týž rok plánované volby do Sjezdu lidových zástupců, tedy nejvyššího zákonodárného orgánu SSSR, byly nejvyššími sověty baltských republik nově otevřeny více kandidátkám. V Estonsku se tedy mohlo voleb zúčastnit i Rahvarinne, které tak získalo 27 z 36 poslanců, připadajících na ESSR. 24. února 1990 pak Rahvarinne podobně zvítězilo ve volbách do Sjezdu lidových zástupců ESSR, a 16. března též ve volbách do Nejvyššího sovětu ESSR. Obdobný vývoj probíhal souběžně i v Litevské a Lotyšské SSSR. Nejvyšší orgány všech tří republik si nyní veřejně vytyčily za cíl obnovení plné suverenity.
Sovětské vedení se snažilo vývoj v baltských republikách zvrátit nejprve výhrůžkami na politické úrovni, od března 1990 hospodářskou blokádou, průběžně pak podporou ruských bolševických skupin v Pobaltí, které během roku 1990 od demonstrací za zachování jednoty Sovětského svazu přešly k násilným akcím. V lednu 1991 nakonec došlo na nasazení armádních jednotek a speciálních jednotek OMON. 13. ledna 1991 bylo sovětskými vojáky při útoku na vilniuský televizní vysílač zabito 13 neozbrojených Litevců, 20. ledna jednotkami OMON při útoku na budovu ministerstva vnitra v Rize 5 Lotyšů. Tyto akce se setkaly s rozsáhlým mezinárodním odsouzením, k němuž se připojilo i vedení Ruské svazové republiky. Ještě 13. ledna večer dorazil nejvyšší ruský představitel Boris Jelcin do Tallinnu, kde podepsal smlouvy o vzájemných vztazích mezi Ruskem a baltskými republikami a ve veřejném projevu apeloval na sovětské vojáky v Pobaltí, aby se nedopouštěli násilností.

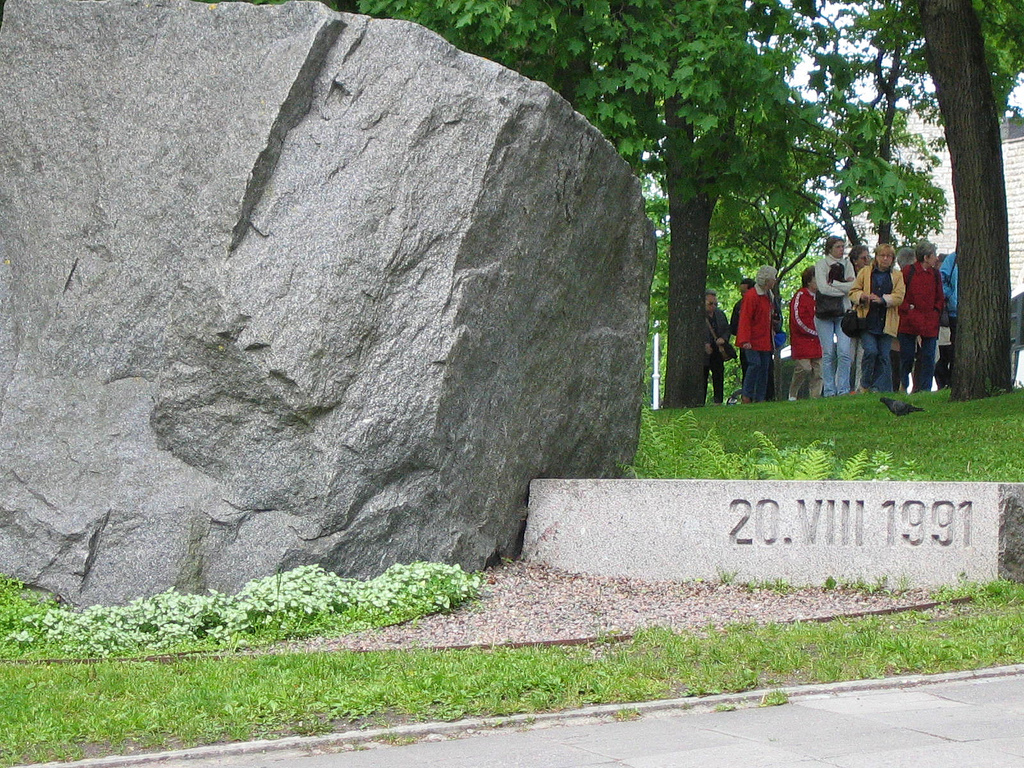
Památník znovuvyhlášení samostatnosti v Tallinnu – jeden z balvanů, jimiž shromáždění Estonci bránili parlament před útokem sovětských vojáků

Nejvyšší sovět SSSR ve snaze zachovat jednotu sovětské říše vyhlásil na březen 1991 všesvazové referendum o zachování Sovětského svazu. Baltské republiky je bojkotovaly, a místo něho vyhlásily vlastní referenda o obnovení suverenity. V Estonsku se referendum konalo 3. března a 77,8 % hlasů podpořilo estonskou samostatnost. Konečným popudem k jejímu vyhlášení se stal vojenský puč v Moskvě 19. srpna 1991. Nejvyšší sovět ESSR vyhlásil obnovení plné státní suverenity Estonska hned 20. srpna, a dočkal se takřka okamžitého uznání od Borise Jelcina, hlavního protihráče pučistů.
Estonskou suverenitu uznala během několika týdnů většina západních států, ještě téhož roku i Sovětský svaz. 17. září 1991 byly v sídle Organizace spojených národů slavnostně vztyčeny státní vlajky všech tří baltských republik. Roku 1994 opustily zemi též poslední ruské vojenské jednotky.
Opětovně suverénní Estonsko navázalo právně na předválečnou první republiku. Stejně jako ostatní baltské země odmítlo vstup do Společenství nezávislých států.